# Carcérulo
En Botánica, un carcérulo es un fruto, seco e indehiscente, con el pericarpio papiráceo o coriáceo, separado de la semilla. Es un fruto esquizocárpico, es decir, procede de un ovario simple, constituido por dos carpelos unidos entre sí, en el que los lóculos se separan uno de otros a la madurez simulando frutos derivados de varios ovarios o de varios carpelos libres. El carcérulo, también llamado tetraquenio, está constituido por cuatro aquenios, de modo que, cada aquenio procede de la mitad de un carpelo. Cada lóculo contiene una sola semilla y los lóculos separados se denominan mericarpos. Es el fruto típico de las familias de las labiadas y boragináceas.